# Galina Prozumenshchikova
Galina Nikolayevna Prozumenshchikova (Sebastopol, 26 de novembro de 1948 – 19 de julho de 2015) foi uma nadadora ucraniana, ganhadora de uma medalha de ouro em Jogos Olímpicos pela extinta União Soviética.
Foi recordista mundial dos 100 metros peito em 1966.